# World Cube Association
World Cube Association (WCA) – pozarządowa organizacja międzynarodowa zajmująca się organizacją zawodów speedcubingowych na całym świecie, przy wsparciu narodowych organizacji odpowiedzialnych za organizację zawodów na terenie swoich państw.

## Struktura organizacyjna
Na strukturę organizacyjną World Cube Association składają się:

### Zarząd WCA (WCA Board)
- Chris Hardwick  Stany Zjednoczone
- Choi Il-kyoo (최일규)  Korea
- Luis J. Iáñez  Hiszpania
- Pedro Santos Guimarães.  Brazylia
- Ron van Bruchem  Holandia

### Komitet Dyscyplinarny WCA (WDC)
- Lorenzo Vigani Poli (lider)
- Claudio Gonzalez
- Gregor Billing

Komitet wspiera Zarząd WCA w szczególnych przypadkach, jak np. domniemane naruszenie Regulaminu WCA. Mogą się z nim kontaktować członkowie WCA w przypadkach ważnych osobistych spraw związanych z zawodami WCA.

### Komitet Regulacyjny (WRC)
- Laura Ohrndorf (lider)
- Alberto Pérez de Rada Fiol
- Lucas Garron
- Matthew Dickman
- Nikhil Mande
- Oleg Gritsenko
- Philippe Virouleau

Komitet jest odpowiedzialny za Regulamin WCA.

### Zespół do Spraw Wyników WCA (WRT)
- Sébastien Auroux (lider)
- Dong Baiqiang (董百强)
- Evan Liu
- Ilya Tsiareshka
- Luis J. Iáñez
- Pedro Santos Guimarães
- Rafael Werneck Cinoto

Odpowiada za zarządzanie wszystkimi wynikami z zawodów.

### Zespół Programistyczny WCA (WST)
- Jeremy Fleischman (lider)
- Dong Baiqiang (董百强)
- Caleb Hoover
- Devin Corr-Robinett
- Gaël Dusser
- James LaChance
- Jeff Plumb
- Jim Mertens
- Jonatan Kłosko
- Lars Petrus
- Lucas Garron
- Luis J. Iáñez
- Pedro Santos Guimarães
- Philippe Virouleau
- Sébastien Auroux
- Stefan Pochmann
- Tim Habermaas

Ten zespół zarządza oprogramowaniem WCA (stroną internetową, programami generującymi algorytmy mieszające, narzędziami administracyjnymi).
Wszyscy zawodnicy stają się automatycznie członkami WCA na swoich pierwszych zawodach.

### Delegaci WCA
Delegaci WCA – członkowie WCA, będący odpowiedzialni za prawidłowy przebieg zawodów, zgodny z regulaminem organizacji. WCA rozróżnia :
- Starszych Delegatów WCA

- Delegatów WCA

- Kandydatów na Delegata WCA

Poza obowiązkami Delegata WCA, Starszy Delegat WCA jest odpowiedzialny za nadzór nad Delegatami na swoim obszarze. Społeczność może kontaktować się z nim w regionalnych sprawach. Nowi Delegaci uzyskują początkowo status Kandyda na Delegata WCA i muszą wykazać swoją zdolność pomyślnego zarządzania zawodami, zanim otrzymają status Delegata WCA.

## Logo WCA
Logo WCA zaprojektował Justin Eastman podczas konkursu zorganizowanego w styczniu 2005 roku. Pomysł spotkał się z ciepłym przyjęciem ze względu na swój design, kolorystykę i fakt, że nie ukazuje konkretnie Kostki Rubika. Trójwymiarową wersję logo stworzył Vu Minh Tan z Wietnamu
Wszyscy organizatorzy zawodów mogą używać logo WCA na stronach, odzieży, upominkach i dekoracjach (dotyczy tylko oficjalnych zawodów WCA). Wykorzystanie przez inne osoby i w innych celach wymaga zgody Zarządu WCA.